# جودیت چپمن
جودیت چپمن (انگلیسی: Judith Chapman؛ زادهٔ ۱۵ نوامبر ۱۹۵۱) یک هنرپیشه اهل ایالات متحده آمریکا است.
او در فیلم آتش در آمازون بازی کرده‌است.